# 존 사이퍼
존 사이퍼(Jon Cypher, 1932년 1월 13일 ~ )는 미국의 텔레비전 배우, 영화배우, 연극 배우, 성우이다.
뉴욕에서 태어났다.

## 출연 작품
- 배트맨 비욘드 - 시리즈 (1999년)
- 워킹 투 더 워터라인 (1998년)
- 인베이더 (1995년)
- 엄밀한 일 (1991, Strictly Business)
- 스폰테니어스 컴버스천 (1990년)
- 법과 질서 (1990년)
- 폭설 (1990년)
- 미지의 충격 (1988년)
- 레이디 스카페이스 (1988, Lady Mobster)
- 대통령을 만드는 사람들 (1988년)
- 마스터 돌프 (1987년)
- 머나먼 정글 (1987년)
- 춤추는 헐리웃 (1985년)
- 다이너스티 (1981년)
- 에비타 페론 (1981년)
- 낫츠 랜딩 (1979년)
- 신의 음식 (1976년)
- 다이아몬드 헌터 (1975년)
- 블레이드 (1973년)
- 레이디 아이스 (1973년)
- 바르데즈 (1971년)
- 닥터 웰비 (1969년)
- FBI (1965년)
- 신데렐라 (1957년)
- 애즈 더 월드 턴즈 (1956년)